# Patrick Pécherot
Pour les articles homonymes, voir Pécherot.
Patrick Pécherot est un journaliste, écrivain et scénariste de bande dessinée français né le 11 décembre 1953 à Courbevoie (France).

## Biographie
Patrick Pécherot a exercé plusieurs métiers dans le secteur de la protection sociale. Un temps proche des milieux libertaires et pacifistes, il s'engage syndicalement à la CFDT. Il fut rédacteur en chef de l'hebdomadaire Syndicalisme Hebdo. Il anime ensuite le supplément fédéral de CFDT Magazine.
La plupart de ses romans se situent dans le genre du roman noir. 
Son premier roman Tiuraï est publié à la Série noire en 1996. Il s'agit d'une enquête du journaliste Thomas Mecker en Polynésie française sur les essais de Mururoa. Ce polar est un hommage à l'écrivain Jean Meckert, décédé un an plus tôt, qui avait également situé son roman La Vierge et le Taureau (1971) dans le même espace géographique et dénoncé les expériences nucléaires françaises. Terminus nuit (1999) est la seconde enquête de Thomas Mecker sur une bavure policière à Paris sur fond de grève des cheminots et d'attentats islamistes.
Les Brouillards de la butte (Grand prix de littérature policière en 2002), Belleville Barcelone (2003) et Boulevard des branques (2005) forment une trilogie qui invente la jeunesse de Nestor Burma, le célèbre détective de Léo Malet, dans le Paris de l'entre-deux-guerres, de 1926 à 1941.
Soleil noir (2007) conte le braquage d'un fourgon blindé par quatre marginaux et Tranchecaille (2008) revient sur un conseil de guerre durant la Première Guerre mondiale.
En dehors du roman noir, Patrick Pécherot a écrit des romans jeunesse, des nouvelles, un essai[source secondaire souhaitée] ainsi que trois scénarios de bande dessinée pour Jeff Pourquié[source secondaire souhaitée].

## Œuvres

### Romans jeunesse
- Le Voyage de Phil, Syros jeunesse, 2005, SCUP-La Déviation, 2017
- L'Affaire Jules Bathias, Syros jeunesse, 2007

### Romans
- L'Homme à la carabine, Gallimard, coll. « Blanche », 2011 Réédition, coll. « Folio » no 5483, 2012.

### Romans policiers
- Tiuraï, Gallimard, coll. « Série noire », 1996 Réédition, coll. « Folio policier » no 379, 2005.
- Terminus nuit, Gallimard, coll. « Série noire », 1999
- Les Brouillards de la butte, Gallimard, coll. « Série noire », 2001 Réédition, coll. « Folio policier » no 405, 2006.
- Belleville Barcelone, Gallimard, coll. « Série noire », 2003 Réédition, coll. « Folio policier » no 489, 2007.
- Boulevard des Branques, Gallimard, coll. « Série noire », 2005 Réédition, coll. « Folio policier » no 531, 2008.
- Soleil noir, Gallimard, coll. « Série noire », 2007 Réédition, coll. « Folio policier » no 553, 2009.
- Tranchecaille, Gallimard, coll. « Série noire », 2008 Réédition, coll. « Folio policier » no 581, 2010.
- Dernier Été, histoire illustrée par Joe G. Pinelli, Le Monde / SNCF, coll. « Les petits polars du monde », 2013
- La Saga des brouillards, trilogie parisienne, Gallimard, coll. « Folio policier. Série XL » no 744, 2014 Reprend les romans Les Brouillards de la Butte, Belleville-Barcelone et Boulevard des Branques en un seul tome.
- Une plaie ouverte, Gallimard, coll. « Série noire », 2015 Réédition, coll. « Folio policier » no 834, 2017.
- Hével[8], Gallimard, coll. « Série noire », 2018, 212 pages  (ISBN 978-2-0727-8505-4)[9],[10],[11],[12] Réédition, Gallimard, coll. « Folio policier » no 882, 2019.
- Pour tout bagage, Gallimard, 2022  (ISBN 9782072969720) Réédition, Gallimard, coll. « Folio policier » no 1006, 2024.

### Scénarios de bande dessinée
- Des méduses plein la tête de Jeff Pourquié, Casterman, 2000[13]
- Ciao Pékin de Jeff Pourquié, Casterman, 2001[14]
- Vague à l'âme de Jeff Pourquié, collection Un Monde, Casterman, 2003
- Das Feuer, de Joe G. Pinelli, adaptation du roman Le Feu d'Henri Barbusse, éd. Casterman, 2018

### Nouvelles
- L'Initié dans Villefranche, ville noire, Stéphanie Benson (dir.), éditions Zulma, coll. Quatre-Bis, 1997.
- Povcloche dans Les sept familles du polar, Jean-Bernard Pouy (dir.),  Éditions Baleine, 2000.
- Série B dans Le Monde
- Les Batignolles dans Paris Noir, Aurélien Masson (dir.), Asphalte Éditions (2010) et Folio Policier (2012), .
- Le jour où Johnny est mort in Banlieues parisiennes Noir, chez Asphalte éditions, coll. « Asphalte Noir (Nouvelles noires) » (2019)  (ISBN 978-2-918767-86-2)

### Recueil de nouvelles
- Dernier Été, SCUP-La Déviation, 2018

### Essai
- Petit éloge des coins de rue, Folio 2€, Gallimard, 2012
- À cheval sur le vent (sur Xavier Grall), Bruno Doucey éd., 2024, 192 pages  (ISBN 978-2-3622-9462-4)

### Articles
- Noir comme l'espoir ou l'engagement lucide du polar, dans Sophie Béroud - Tania Régin (dir.), Le roman social. Littérature, histoire et mouvement ouvrier, Éditions de l'Atelier / Éditions ouvrières, 2002.
- Le polar, miroir du social, Sciences Humaines, no 134, janvier 2003.

## Sur quelques ouvrages

### Hével(2018)
Hiver 1957-1958, dans l'Est de la France, Augustin (Gus) et André, camionneurs, cherchent pour leur vieux Citron, fatigué de l'essieu, du fret de proximité (Jura, Doubs, Morbier, Morez, Dole, Forêt de Chaux). André a changé depuis que le corps de son petit frère, Paul, engagé en 1953 pour l'Algérie, a été rapatrié. Il continue à fréquenter Simone et son auberge. Des fellagas ont enlevé des soldats français. Des Arabes à Dole et ailleurs se sont mis en grève. Un prisonnier est en cavale. s'est échappé. Gus, ancien crieur de journaux, se fait blesser lors d'une rixe franco-arabe à Dole, au Poiset. Un itinérant, trimard qui se fait appeler Pierre Lucas, se manifeste, est accepté, et remplace Gus suffisamment handicapé pour deux semaines, en conduite, chargement et déchargement. Une nuit d'insomnie, de retour dans le quartier, sans mobile, il donne un coup de tête à un Arabe, Kader Houcine, qui en meurt. La neige arrive. Gus retrouve l'ouvrier qui l'a planté, Mourad, qui lui offre un thé.
Gus était crieur de journaux, quand il a rencontré André, plus âgé, ancien passeur à l'époque de la Résistance, à l'époque de l'Affaire Dominici. Il se souvient des crevettes Bigarddu bombardement de Sakiet Sidi Youssef (8 février 1958). Pierre est un copain de Paul, également allergique à la torture et à la baignoire, à la Bollardière ou à la JJSS, et il annonce que Paul s'est suicidé, et que lui a déserté, a pisté André et cherche le passage en Suisse. André lui promet le passage. Simone Flavin (1925-1992) fournit à Gus la probable piste qu'ils vont suivre. Gus se lance en randonneur solitaire pour les assister. Il est rejoint par un caïd fellaga recherché, transporteur d'impôt révolutionnaire FLN, Abderrahmane. Ce sont alors deux duos que les forces de l'ordre française recherchent...
Le récit est celui que Gus, seul survivant, longtemps réfugié dans un monastère en Suisse, de retour au pays, fait, soixante ans plus tard, à des jeunes gens, dans une formidable reconstitution du quotidien de ces années-là, avec des zones d'ombre, et une belle histoire de lynx. 
Le titre renvoie à la formule de l'Ecclésiaste " Tout est vanité (réalité illusoire)".

## Prix  et nominations

### Prix
- Grand prix de littérature policière 2002 pour Les Brouillards de la butte[15]
- Prix Mystère de la critique 2019 pour Hével[16]

### Nomination
- Trophée 813 2023 du roman francophone pour Pour tout bagage[17]